# Batang Bahal
Batang Bahal is een bestuurslaag in het regentschap Padang Sidempuan van de provincie Noord-Sumatra, Indonesië. Batang Bahal telt 539 inwoners (volkstelling 2010).